# فتروسيم

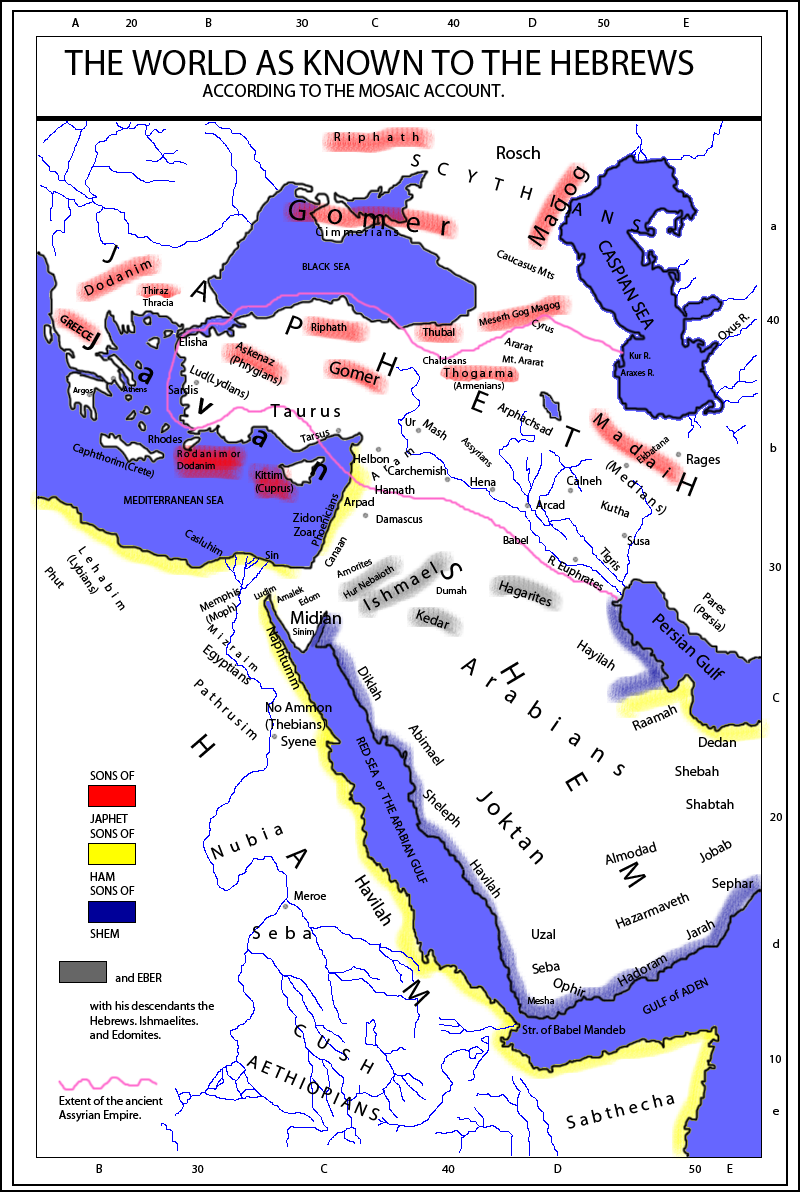
خريطة لأجيال نوح ووضع "فتروسيم" في صعيد مصر.

فتروسيم وكسلوحيم كانوا أحفاد مصرايم وفقا للأنساب في سفر التكوين، الذين سكنوا فتروس أي صعيد مصر. 
ولكن ترتيب كسلوحيم و فتروسيم يختلفان في بعض الأحيان في الترجمات  والفهم السائد هو أن فتروسيم هم شعب الصعيد و كسلوحيم هم شعب شرق ليبيا.